# 梁詩正
梁詩正（1697年—1763年），字養仲，號薌林。浙江錢塘縣人。清代大臣、書法家。雍正庚戌进士，乾隆时官至東閣大學士。卒諡文莊。室名“清勤堂”。书法家。

## 生平
梁詩正五歲始能言，長於文學，同杭世駿、陳兆等六人結“月課詩社”。雍正八年（1730年）中式庚戌科一甲第三名進士（探花），授翰林院编修。累迁侍講學士。雍正十三年（1735年）因母喪丁憂歸里。
乾隆帝即位，召梁詩正為南書房行走。乾隆三年（1738年），補侍讀學士，累遷戶部侍郎。十年，擢升户部尚书。十三年，調兵部尚書。次年加太子少師，兼任刑部尚書、翰林院掌院學士、協辦大學士。十五年，調任吏部尚書。十六年，隨乾隆帝南巡。十七年，上疏乞求终养。二十三年，父喪丁憂，召署工部尚書。二十四年，調署兵部尚书。二十五年，守喪結束，仍任協辦大學士，兼翰林院掌院學士。二十八年（1763年），授東閣大學士，加太子太傅。不久病卒，諡文莊。
《清史稿》有傳。

## 家族
- 父梁文濂，叔父梁文泓。
- 兄梁啟心。
- 子梁同書。梁敦書，遵义府知府。

## 著作
梁詩正工書法，初學柳公權，繼參趙孟頫、文徵明，晚年師顏真卿、李邕，編歷代名家書法真跡《三希堂法帖》。又受命撰《唐宋詩醇》、《西清古鑒》。曾为《张氏宗谱》题字。乾隆十二年選入上書房。
著有《矢音集》。

## 遺跡
故居位于七龙潭，现为杭州市文物保护点。

## 延伸阅读
[在维基数据编辑]
 《清史稿·卷303》，出自趙爾巽《清史稿》
 在维基共享资源阅览影像